# Ullsköldlöss
Ullsköldlöss (Pseudococcidae), äldre benämningar inkluderar ullöss och bomullslöss, är en familj av insekter. Enligt Catalogue of Life ingår ullsköldlöss i överfamiljen sköldlöss, ordningen halvvingar, klassen egentliga insekter, fylumet leddjur och riket djur, men enligt Dyntaxa är tillhörigheten istället ordningen halvvingar, klassen egentliga insekter, fylumet leddjur och riket djur. Enligt Catalogue of Life omfattar familjen Pseudococcidae 1970 arter. 
Informationen nedan är hämtat från Sveriges lantbruksuniversitetets faktablad 65T: 
Familjen ullsköldlöss, Pseudococcidae (eng. mealybugs), hör till överfamilj Coccoidea inom sköldlössen. Ullöss är en äldre och inarbetad svensk benämning. Även benämningen bomullslöss har tidigare använts som svenskt namn på denna familj. I svensk natur och inomhus förekommer bara ett 30-tal arter, medan det i världsfaunan beräknas finnas omkring två tusen arter. De flesta hör till subtropiska och tropiska områden. De arter, som har etablerats som skadedjur i växthus och gröna inomhusmiljöer världen över, lever ofta på långlivade bladväxter. Där kan de, liksom övriga sköldlöss vara svåra att bli av med. 
Planococcus citri (eng. citrus mealybug) är den art som verkar ha störst utbredning inomhus i Sverige.

## Dottertaxa till ullsköldlöss, i alfabetisk ordning[1][2]
- Acaciacoccus
- Acinicoccus
- Acrochordonus
- Adelosoma
- Agastococcus
- Albertinia
- Allomyrmococcus
- Allotrionymus
- Amonostherium
- Anaparaputo
- Anisococcus
- Annulococcus
- Anthelococcus
- Antonina
- Antoninella
- Antoninoides
- Apodastococcus
- Artemicoccus
- Asaphococcus
- Asphodelococcus
- Asteliacoccus
- Atriplicicoccus
- Atrococcus
- Australicoccus
- Australiputo
- Balanococcus
- Bessenayla
- Bimillenia
- Birendracoccus
- Boninococcus
- Boreococcus
- Bouhelia
- Brasiliputo
- Brevennia
- Brevicoccus
- Callitricoccus
- Calyptococcus
- Cannococcus
- Capitisetella
- Cataenococcus
- Chaetococcus
- Chaetotrionymus
- Chileputo
- Chlorococcus
- Chnaurococcus
- Chorizococcus
- Chryseococcus
- Cintococcus
- Circaputo
- Cirnecoccus
- Clavicoccus
- Coccidohystrix
- Coccura
- Coleococcus
- Colombiacoccus
- Conicosoma
- Conulicoccus
- Coorongia
- Cormiococcus
- Criniticoccus
- Crisicoccus
- Crocydococcus
- Cryptoripersia
- Cucullococcus
- Cyperia
- Cypericoccus
- Cyphonococcus
- Dawa
- Delococcus
- Delottococcus
- Densispina
- Discococcus
- Distichlicoccus
- Diversicrus
- Drymococcus
- Dysmicoccus
- Eastia
- Ehrhornia
- Epicoccus
- Erimococcus
- Eriocorys
- Erioides
- Erium
- Eucalyptococcus
- Eumirococcus
- Eumyrmococcus
- Eupeliococcus
- Euripersia
- Eurycoccus
- Exilipedronia
- Farinococcus
- Ferrisia
- Ferrisicoccus
- Fijicoccus
- Fonscolombia
- Formicococcus
- Gallulacoccus
- Geococcus
- Giraudia
- Glycycnyza
- Gomezmenoricoccus
- Greenoripersia
- Grewiacoccus
- Hadrococcus
- Heliococcus
- Heterococcopsis
- Heterococcus
- Heteroheliococcus
- Hippeococcus
- Hopefoldia
- Humococcus
- Hypogeococcus
- Iberococcus
- Idiococcus
- Indococcus
- Inopicoccus
- Ityococcus
- Kenmorea
- Kermicus
- Kiritshenkella
- Lachnodiella
- Lachnodiopsis
- Lacombia
- Laingiococcus
- Laminicoccus
- Lankacoccus
- Lantanacoccus
- Lenania
- Leptococcus
- Leptorhizoecus
- Liucoccus
- Lomatococcus
- Londiania
- Longicoccus
- Maconellicoccus
- Macrocepicoccus
- Maculicoccus
- Madacanthococcus
- Madagasia
- Madangiacoccus
- Madeurycoccus
- Malaicoccus
- Malekoccus
- Mammicoccus
- Marendellea
- Mascarenococcus
- Maskellococcus
- Mauricoccus
- Melanococcus
- Metadenopsis
- Metadenopus
- Miconicoccus
- Mirococcopsis
- Mirococcus
- Miscanthicoccus
- Misericoccus
- Mizococcus
- Mollicoccus
- Mombasinia
- Moystonia
- Mutabilicoccus
- Nairobia
- Natalensia
- Neochavesia
- Neoclavicoccus
- Neoripersia
- Neosimmondsia
- Neotrionymus
- Nesococcus
- Nesopedronia
- Nesticoccus
- Nipaecoccus
- Novonilacoccus
- Octococcus
- Odacoccus
- Ohiacoccus
- Oracella
- Orococcus
- Orstomicoccus
- Oxyacanthus
- Palaucoccus
- Palmicultor
- Paludicoccus
- Pandanicola
- Papuacoccus
- Paracoccus
- Paradiscococcus
- Paradoxococcus
- Paraferrisia
- Paramococcus
- Paramonostherium
- Paramyrmococcus
- Parapaludicoccus
- Parapedronia
- Paraputo
- Pararhodania
- Paratrionymus
- Parkermicus
- Paulianodes
- Pedrococcus
- Pedronia
- Peliococcopsis
- Peliococcus
- Pellizzaricoccus
- Penthococcus
- Peridiococcus
- Phenacoccus
- Phyllococcus
- Pilococcus
- Planococcoides
- Planococcus
- Pleistocerarius
- Plotococcus
- Poecilococcus
- Polystomophora
- Porisaccus
- Porococcus
- Prorhizoecus
- Prorsococcus
- Pseudantonina
- Pseudococcus
- Pseudorhizoecus
- Pseudorhodania
- Pseudoripersia
- Pseudotrionymus
- Puto
- Pygmaeococcus
- Quadrigallicoccus
- Rastrococcus
- Renicaula
- Rhizoecus
- Rhodania
- Ripersia
- Ritsemia
- Rosebankia
- Saccharicoccus
- Sarococcus
- Scaptococcus
- Seabrina
- Serrolecanium
- Seyneria
- Spartinacoccus
- Sphaerococcus
- Spilococcus
- Spinococcus
- Stachycoccus
- Stemmatomerinx
- Stipacoccus
- Strandanna
- Stricklandina
- Strombococcus
- Synacanthococcus
- Syrmococcus
- Tangicoccus
- Tasmanicoccus
- Telocorys
- Tibetococcus
- Tomentocera
- Trabutina
- Tridiscus
- Trimerococcus
- Trionymus
- Trochiscococcus
- Turbinococcus
- Tylococcus
- Tympanococcus
- Ventrispina
- Villosicoccus
- Volvicoccus
- Vryburgia
- Xenococcus
- Yudnapinna

## Bildgalleri

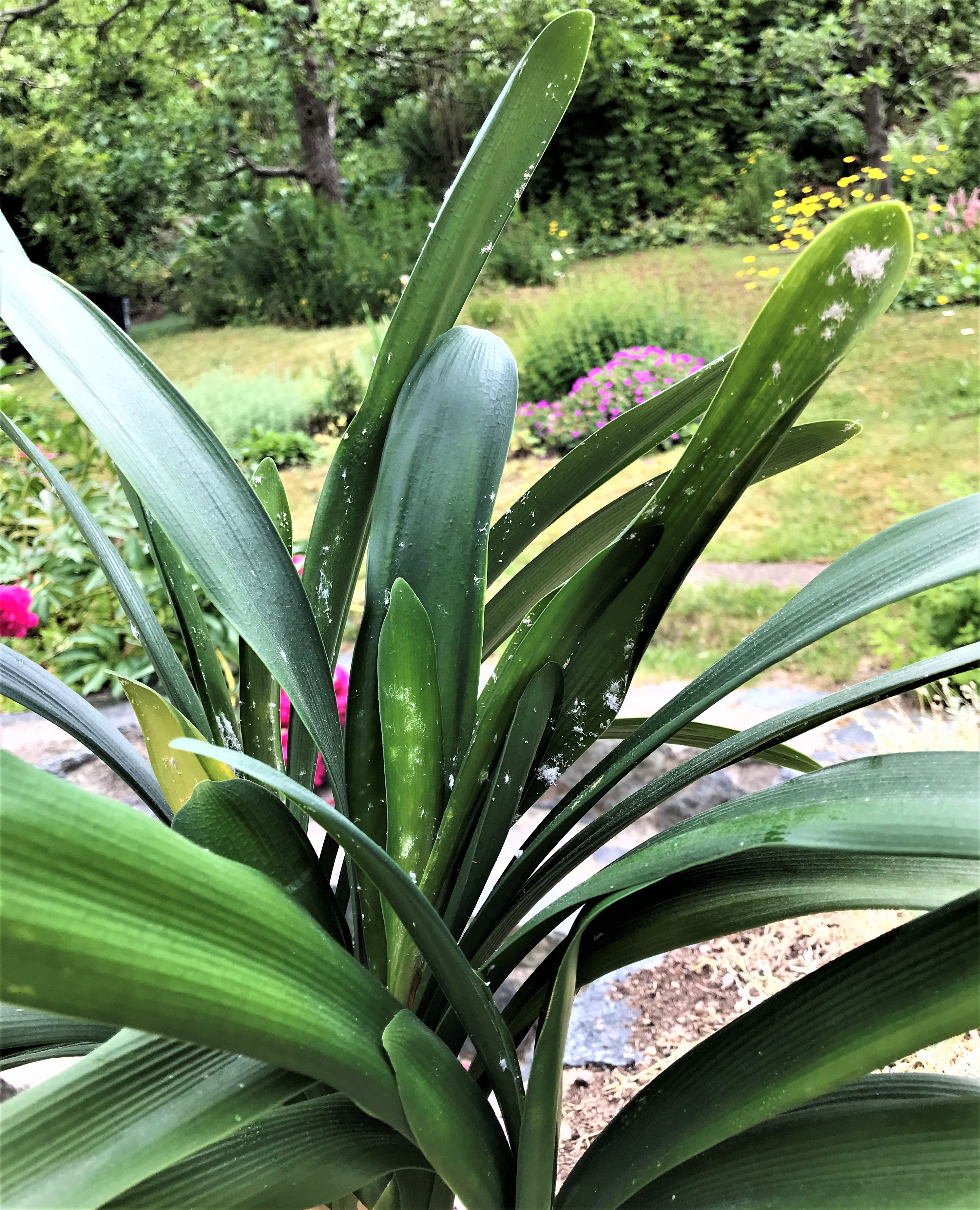
Mönjelilja drabbad av löss
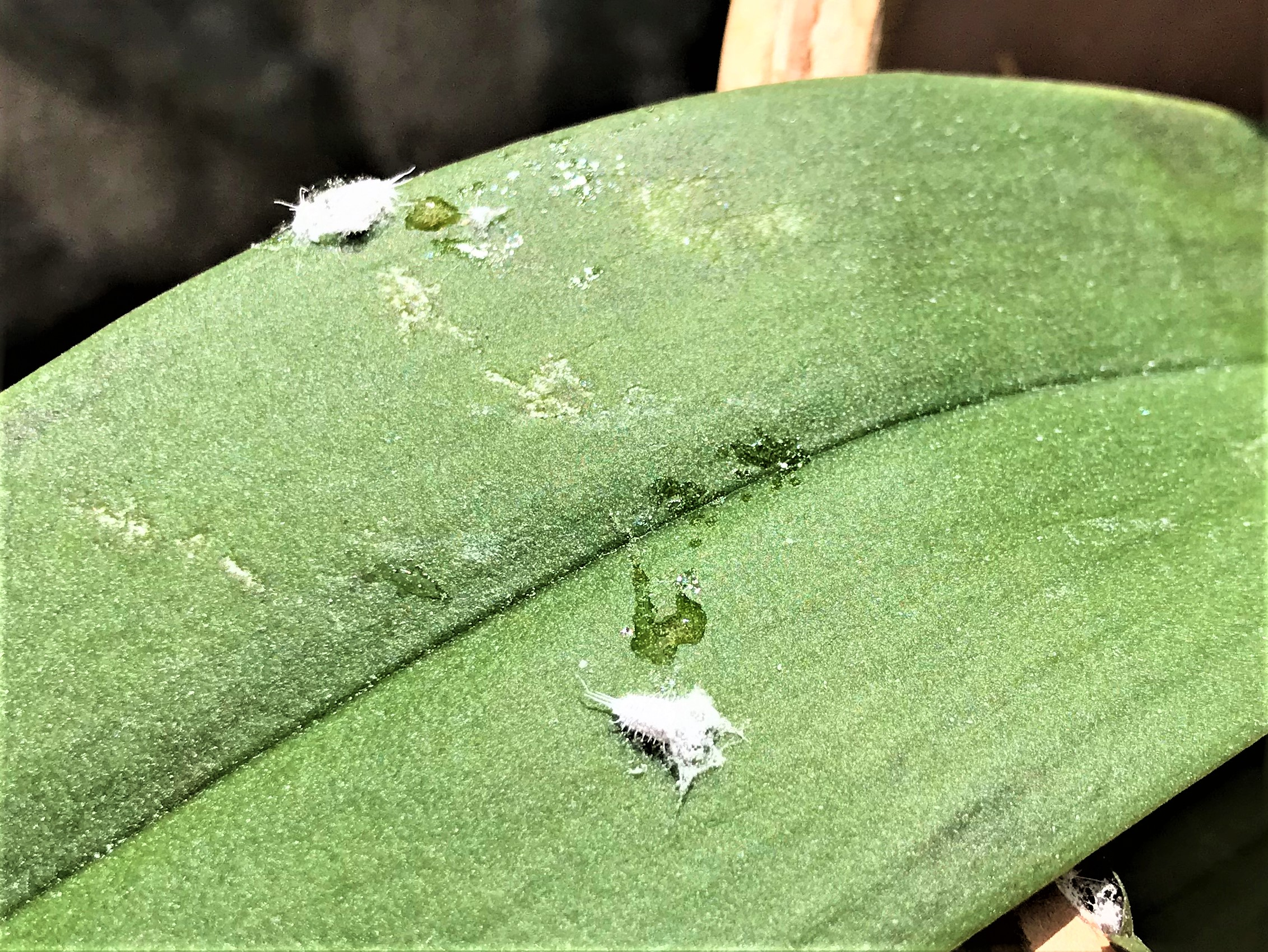
Löss och deras spillning kallad honungsdagg på blad av mönjelilja
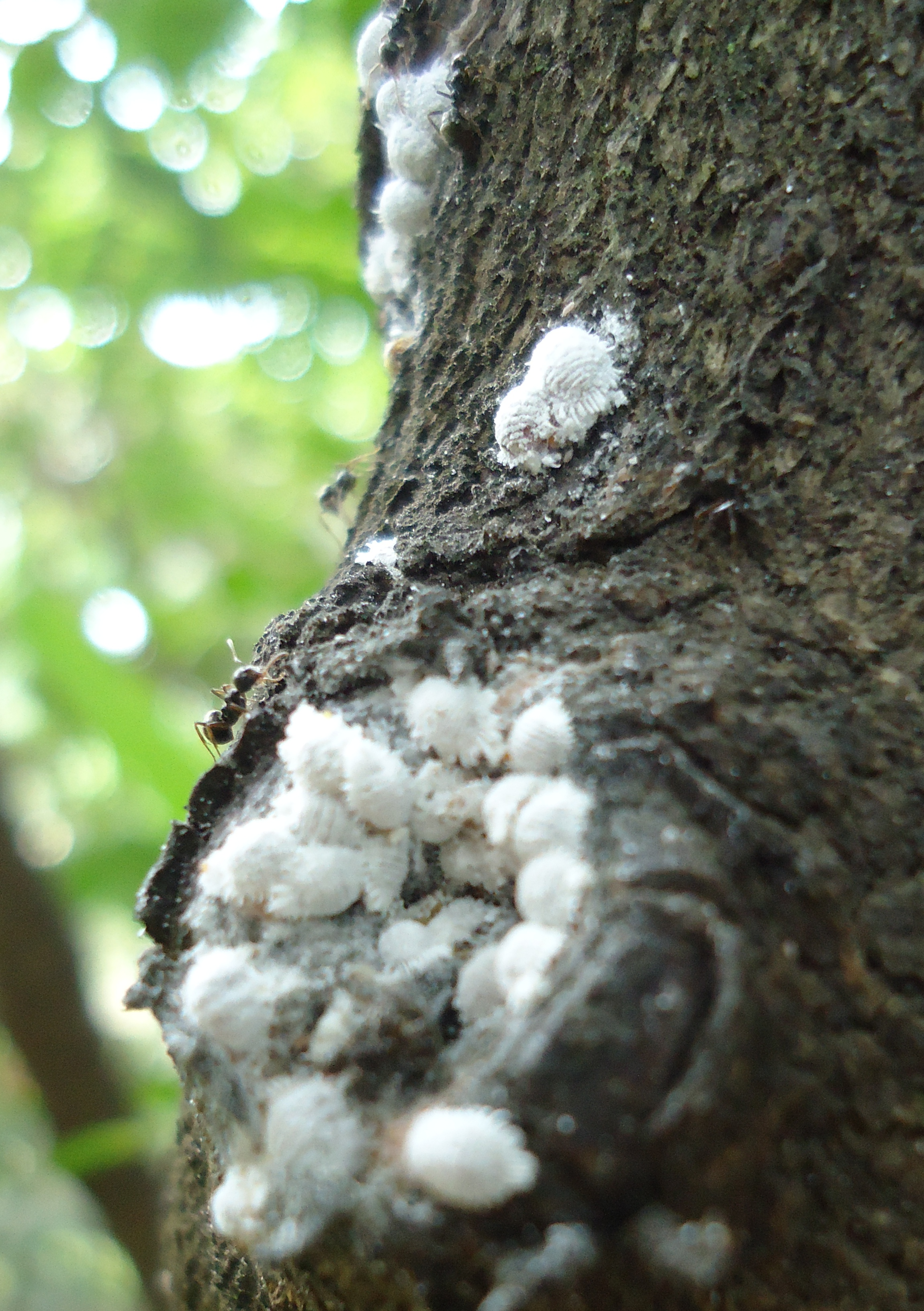
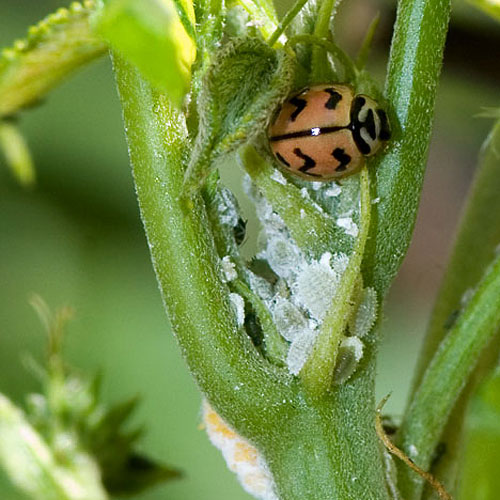
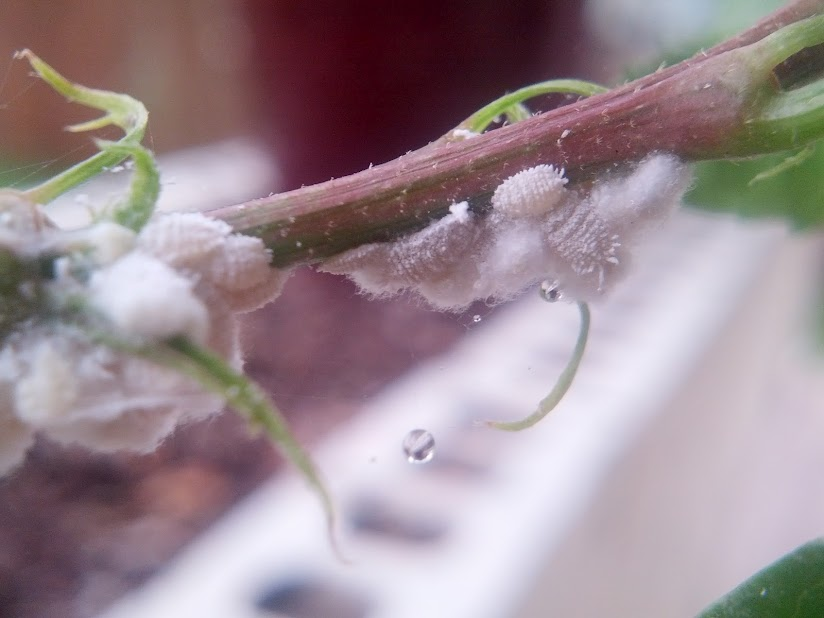